# Хотуничи
Хоту́ничи (укр. Хотуничі) — село в Сновском районе Черниговской области Украины. Население 455 человек. Занимает площадь 0,331 км².
Код КОАТУУ: 7425889201. Почтовый индекс: 15220. Телефонный код: +380 4654.

## Власть
Орган местного самоуправления — Хотуничский сельский совет. Почтовый адрес: 15220, Черниговская обл., Сновский р-н, с. Хотуничи, ул. Шевченко, 143.

## История
В ХІХ столетии село Хотуничи было в составе Старо-Руднинской волости Городнянского уезда Черниговской губернии. В селе была Троицкая церковь. Священнослужители Троицкой церкви:
В 1886 Году , переселенцами села, на Дальнем Востоке, в Приморском Крае основано село Новохатуничи. Просуществовало до 1977 года и ликвидировано в связи с сооружением водохранилища.
- 1745 - священник Иван Матвеевич Новицкий